# Staub Móric
Staub Móric (Pozsony, 1842. szeptember 18. – Budapest, Erzsébetváros, 1904. április 14.) paleobotanikus, pedagógus, királyi tanácsos, a Magyar Tudományos Akadémia levelező tagja (1898). A tudományos paleofitológia magyarországi megalapítója.

## Életútja
Staub Henrik és Erlinger Anna fiaként született. Elvégezte az elemi tanítóképzőt, majd a pesti, berlini és bonni egyetemekre járt. Tanár volt 1858 és 1867 között a fővárosi elemi iskolákban, 1867-től 1874-ig a budai királyi főreáliskolában, 1872-től a tanárképző-intézet gyakorló főgimnáziumában.
1873-ban néhány emberbaráttal Budán rabsegélyző-egyesületet alapított, a várbeli fogházban iskolát rendezett be és magára vállalta a rabok oktatását. A magyar jogászegylet 1888-ban börtönügyi bizottságának tagjává választotta. A fogházi iskolákban tapasztaltakat az egyesület évi jelentéseiben hozta nyilvánosságra; az 1885. évi országos kiállítás közoktatásügyi osztályában a fogházi és fegyházi oktatásra vonatkozó részt rendezte. 
1879-ben amikor a filoxéra Magyarországon is megkezdette pusztításait, a főváros németajkú szőlősgazdáinak nyilvános előadásban szükséges felvilágosítással szolgált. 1878-tól 1892-ig az országos tanszermúzeum-bizottság tagja, 1895-ben elnökhelyettese volt. Az 1896. évi ezredéves országos kiállítás közművelődési és közoktatási csoportjainak tagja volt és az első csoport megbízásából elkészítette annak kiállítási tervezetét; mint a közoktatásügyi bizottság középiskolai albizottságának csoportbiztosa, a kiállítási főjelentésbe a Magyarország közművelődési és tudományos egyesületei című részt írta. 
Megindította hazánkban a fitofenológiai megfigyeléseket és foglalkozott a hazánkban talált ősvilági növények tanulmányozásával. A gyűjtött és szerzett ásatag növényekből a Magyar Királyi Földtani Intézetben az ősvilági növények gyűjteményét szervezte. A Magyar Földtani Társulatnak alapító tagja, 1886-tól 1899-ig titkára és a Földtani Közlöny szerkesztője volt. 1892-ben a tőzegtelepek értékesítésének tanulmányozása céljából beutazta Észak- és Északnyugat-Németországot. 1897-ben királyi tanácsosi címet kapott. 
A Királyi Magyar Természettudományi Társulat alapító- és választmányi tagja; a magyar orvosok és természetvizsgálók vándorgyűlése központi bizottságának 1883-tól 1890-ig titkára; a Magyar Földrajzi Társaság alapító- és választmányi tagja; a közegészségi egyesület alapító és alapítványi bizottságának tagja; a bécsi Gesellschaft zur Förderung der naturhistorischen Erforschung des Orients működő tagja; a Deutsche botanische Gesellschaft rendes tagja volt. A Magyar Tudományos Akadémia 1898. május 6-án levelező tagjának választotta. 1899. április 17-én olvasta fel a Cinnamomum genus című székfoglaló értekezését. 
A Földrajzi Társaság Balatonkutatásában és a fővárosi turistamozgalom megalapításában is részt vett.
A csömöri temetőben helyezték örök nyugalomra 1904. április 16-án délután a római katolikus egyház szertartása szerint. Neje, Görög Ilona 37 évvel élte túl, 1941-ben hunyt el. 
Az Akadémiában 1906. május 28-án Mágócsy-Dietz Sándor tartott fölötte emlékbeszédet.
Cikkeinek száma százakra megy; (ezek pontos felsorolása az Akadémiai Almanachban 1899-1904.)

## Munkái
- Phytophaenologiai tanulmányok. Budapest, 1875. Hat graphikai táblával. (Math. és Term. Közlemények XIII. 7.)
- A vegetatio fejlődése Fiume környékén. Budapest, 1876. (Math. és Term. Közlemények XIV. 1.)
- Heer Oszvald, Pécs vidékén előforduló permi növényekről. Magyar nyelven közli... 4 kőny. táblával. Budapest, 1877. (Különnyomat a Földtani intézet Évkönyvéből.)
- Fiume és legközelebbi környékének florisztikus viszonyai. Budapest, 1877. (Math. és Term. Közlemények XIV. 7.)
- Die Reblaus und ihre Verwüstungen. Budapest, 1880.
- A Frusca-Gora aquitaniai florája. Budapest, 1881. (Értekezések a term. tud. köréből XI. 2.)
- Magyarország phaeonologiai térképe. Budapest, 1881. (Mathem. és term. Közlemények XVIII. 1.)
- Az állandó melegösszegek és alkalmazásuk. Budapest, 1881. (Mathem. és term. Közlemények XVIII. 2.)
- Baranyamegyei mediterrán növények. Négy kőnyom. táblával. Budapest, 1882. (Különny. a Földtani Intézet Évkönyvéből.)
- Harmadkori növények Felek vidékéről. Budapest, 1883. (Különnyomat a Magyar Királyi Földtani Intézet Évkönyvéből VI. 8.)
- A megkövesült növényekről. Budapest, 1885. (Népszerű term. tud. előadások 46.)
- A Zsilvölgy aquitán-korú florája. 27 kőny. táblával. Budapest, 1887. (Magyar Királyi Földtani Intézet Évkönyve. VII. 6.)
- Börtönügyi hivatalnokaink szakszerű kiképeztetéséről. Budapest, 1891. (Magyar Jogászegyleti Értekezések 67.) Online
- A radácsi növényekről. Budapest, 1891. (Magyar Királyi Földtani Intézet Évkönyve IX. 4.)
- A kir. m. természettudományi társulat tőzegkutató bizottságának működése 1892-ben. Egy térképpel. Budapest, 1892.
- A biologiai tudományok és módszerük történeti fejlődése. Budapest, 1894.
- Reissenberger Lajos az első növényfenológus hazánkban. Budapest, 1898. (Különnyomat a Természettudományi Közlöny 67. Pótfüzetéből.)
- Társadalmunknak a nemzeti kultúra érdekében kifejtett tevékenysége a jelen században. Budapest, 1898. (Különnyomat a Matlekovics, Magyarország az ezredik évben c. kiállítási jelentése IX. kötetéből.)
- Galanthai herczeg Eszterházy Pál (1843-1898.) Dr. Traxler László (1864-1898.) Budapest, 1899. (Különnyomat a Földtani Közlönyből.)
- A Mondrites nevű fosszil moszatokról. Budapest, 1899. (Különnyomat a Földtani Közlönyből.)
- A másodvirágzású növényekről. Budapest, 1900. (Különnyomat a Természettudományi Közlöny. 56., 58. Pótfüzeteiből.)
- A Cinnamonum-nem története. Két térképpel és huszonhat táblával. Budapest, 1905. (Magyar és német szöveg).